# Rivière Mohawk (New Hampshire)
La rivière Mohawk est un affluent qui rejoint le fleuve  Connecticut près de Colebrook après avoir traversé une partie du comté de Coös dans la partie nord de l’État américain.

## Géographie
La rivière prend sa source près de Dixville Notch, voisin du bassin versant des affluents plus à l'est qui rejoignent la Rivière Androscoggin.